# 清水 (大字)
清水，舊稱為牛罵頭，是臺灣臺中市清水區的一個傳統地域名稱，也是全區核心聚落所在地，位於該區南部偏西。相較於今日行政區，其範圍大致包括鰲峰里西北半部、北寧里南半部、西寧里不含東北端及西北端、中興里、文昌里、靈泉里不含南端、清水里北部、南寧里不含東南端及西端。

## 歷史
台灣清治末期，清水地區為一街庄，稱為「牛罵頭庄」，隸屬於大肚上堡。該庄北與田藔庄為鄰，東與吳厝庄、西勢藔庄為鄰，南邊為鹿藔庄為鄰，西邊為社口庄。。
1901年（日明治三十四年）11月，全台廢縣廳改設二十廳，該庄隸屬於臺中廳。1903年（明治三十六年）6月，該庄編入「牛罵頭區」，仍隸屬於臺中廳。1909年（明治四十二年）10月，全台二十廳合併為十二廳，牛罵頭區隸屬不變。1920年（大正九年），全台地方制度大改正，該庄改制並改名為「清水」大字，隸屬於臺中州大甲郡清水街，大字下有「清水」、「西勢」小字名。
戰後清水街改制為清水鎮，隸屬於臺中縣，大字亦改制為里。1950年10月，中、彰、投分治，清水鎮隸屬不變。2010年12月，隨著臺中縣、市合併為直轄臺中市，清水鎮改制為清水區。

## 聚落
本地區發展較早的聚落為牛罵頭，在日治期初期的官方地圖上已有繪出。

## 交通
台鐵海線大致以東北東—西南西走向轉北北東—南南西走向經過清水地區北部及西北部，境內未設端，但清水車站即在西南側不遠處。該站屬三等站，除少部分自強號不停靠外，其餘各級列車均有停靠。由此等可前往台鐵沿線各站。
省道台10線（中清路八段）是臺中港至豐原的幹道，大致以北北西—南南東走向轉西北—東南走向經過本地區西南端。由該道路向北北西轉西北西可前往社口東北部、秀水、大槺榔並止於省道台17線路口，向東南轉東可前往沙鹿、大雅、神岡、豐原等地。
省道台10乙線（中山路、學園街、新興路、中航路三段）是清水至西勢寮的幹道，大致以北向南由本地區北部邊界入境後，轉南南西再轉東南東再轉南南西至中航路三段路口，轉東南東再轉北北東上坡而行，轉髮夾彎向南南西於本地區南部邊界東側出境。由該道路向北轉北北東可前往田寮中部並止於省道台1線路口，向南南西轉東北經鹿寮東北端再轉東南東可前往西勢寮再轉南南西止於省道台10線路口。
區道中50-1線（海濱路、西寧路、文昌街）是塭子寮至清水的道路，其東側端點位於本地區中部省道台10乙線路口。由此向西北西轉西南西繞大彎轉西北西經台鐵平交道後出境，可前往社口東北端、秀水、大槺榔地區北部的塭子寮聚落並止於省道台17線路口。
區道中53線（鰲峰路）是清水至梧棲的道路，其東側端點位於本地區中部省道台10乙線路口。由此向西偏北經台鐵平交道後出境，轉西南可前往社口、大槺榔東南端並止於省道台61線路口。

## 學校
- 清水高中（北大半部）
- 清水國小

## 廟宇
- 清水紫雲巖